# Rzeżucha leśna

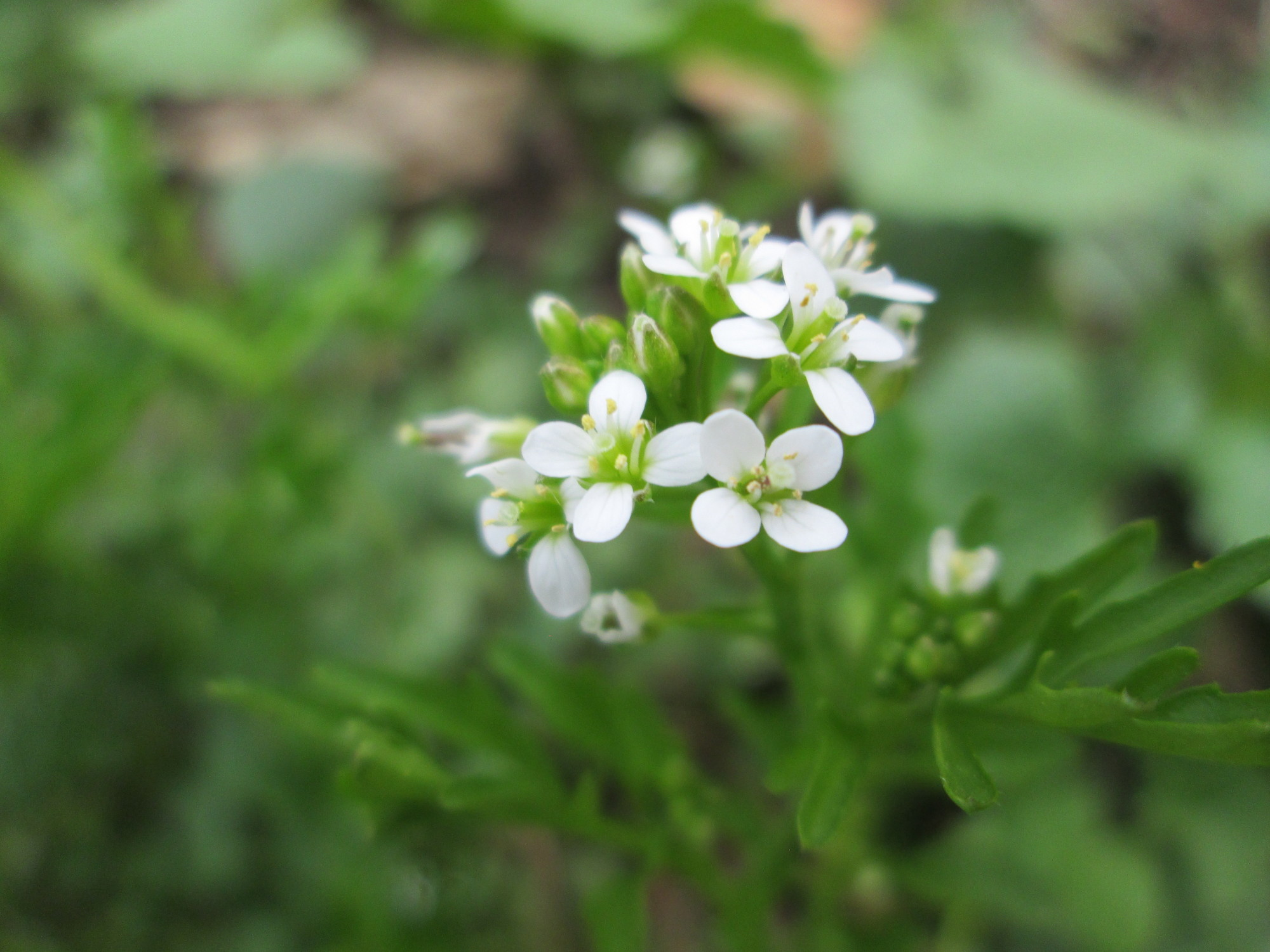
Kwiaty

Rzeżucha leśna (Cardamine flexuosa With.) – gatunek rośliny z rodziny kapustowatych.

## Rozmieszczenie geograficzne
Rodzimy obszar jej występowania to niemal cała Europa i Afryka Północna (Algieria i Maroko). Jako gatunek zawleczony rozprzestrzenił się szeroko po świecie i obecnie rośnie dziko również w Afryce Południowej i Zimbabwe, w Chinach Korei i Japonii, na Półwyspie Indyjskim, w Indochinach i Malezji, w Australii i Nowej Zelandii, w Ameryce Północnej, na Hawajach i w niektórych rejonach Ameryki Południowej i Środkowej. W Polsce średnio pospolita.

## Morfologia
ŁodygaRozgałęziona, o wysokości do 50 cm. Dołem silnie owłosiona.
LiściePierzaste o całobrzegich lub ząbkowanych odcinkach, na wierzchniej stronie słabo owłosione. Na łodydze występuje 4-10 liści.
KwiatyBiałe o płatkach korony ok. 3 mm, zwykle z 6 pręcikami.
OwocWyrastające na cienkich szypułach i szeroko odstające od osi kwiatostanu  łuszczyny o długości 7-15 mm.

## Biologia i ekologia
Roślina jednoroczna, dwuletnia a nawet bylina, hemikryptofit. Kwitnie od kwietnia do czerwca. Siedlisko: brzegi rzek, rowy, w wilgotnych cienistych lasach.

## Zmienność
Tworzy mieszańce z rz. gorzką (Cardamine amara), rz. włochatą (Cardamine hirsuta) i rz. łąkową (Cardamine pratensis).